# The Quakes
A The Quakes egy psychobilly zenekar a New York állambeli Buffalóból. 1986-ban alakultak az egyik első amerikai psychobilly együttesként. Mivel a 80-as évek végén még nem voltak népszerűek az Amerikai Egyesült Államokban, az Egyesült Királyságba, Londonba utaztak szerencsét próbálni.

## 1980-as évek
A zenekart 1986 őszén alapította három fiatal, Paul Roman (gitár, ének), Rob Peltier (nagybőgő) és Dave "The Ace" Hoy (dobok). Miután másodszorra sem sikerült Londonban beindítani egy zenekart, Roman és Hoy alapítottak egy másik együttest The Quiffs néven. Peltier látta őket egy bulin játszani és csatlakozott hozzájuk, ekkor lett The Quakes a nevük. Hoyt fiatal kora miatt először ki akarták tenni a csapatból (Hoy 15 éves volt, Roman és Peltier 19 és 17), de végül letettek e tervükről.
Eredetileg modern rockabillyt játszottak, de Buffaloban inkább a punk rock dominált, így gyorsabb zenére váltottak és tépett farmert kezdtek el hordani. Mialatt egyre több rajongójuk lett, figyelmük az európai psychobilly zenekarok felé fordult. Elküldték demójukat egy befolyásos psychobilly lemezkiadónak, a Nervous Records-nak, de nem jártak sikerrel. 1987 őszén elhatározták, hogy Londonban próbálnak szerencsét.
Megint próbálkoztak a Nervous Records-nál és egy belga fesztiválon is felléptek Weize-ben, mivel a Rattlers lemondta a fellépést, így megüresedett egy hely. Ez volt az első európai koncertjük 4000 ember előtt.
Amikor vissza akartak térni Angliába, megállították őket a határon, mivel nem volt érvényes munkavállalói engedélyük, ezért újra az Egyesült Államokban próbáltak szerencsét, sikertelenül. Hamarosan megint meghívást kaptak Európába, hogy lépjenek fel belga és német turnékon a Coffin Nails előzenekaraként.
A turné előtt Peltier kilépett a zenekarból, helyére Chris VanCleve került, aki a dobos lett, Dave Hoy pedig a bőgős szerepét vette át. Ezután a Nervous Records végre szerződést kötött velük, aminek hatására Peltier visszatért a zenekarba. Londonba utaztak megint és egy foglalt házban laktak (squat). 1988. június 5-én felléptek a legendás psychobilly klubban, a Klubfootban is.
1988 második felében kiadták The Quakes című albumukat, amelynek a psychobilly körökben híres Paul "Doc" Stewart volt a producere. Mivel a tagok továbbra is egy squatban éltek, a tervezett turnéjuk is , valamint munkanélküliek voltak, Peltier és Hoy kilépett és visszatért az Egyesület Államokba. Roman Angliában maradt és egy új zenekart (Paul Roman and the Prowlers) alapított a Rattlers bőgősével, Nick Peck-kel, de Dave Hoy halálhírére (autóbalesetben halt meg) visszatért ő is Buffaloba.
A The Prowlers néhány londoni koncert és egy kicsi belga fesztivál erejéig tartott ki, ezután Romant másodszor is kiutasították Angliából. Buffaloban egy újabb együttest alapított Peltierrel (nagybőgő) és VanCleve-vel (ritmusgitár), valamint Peltier egyik barátjával (dob). Később megint Angliába ment és összeállt Doc Stewarttal pár szólószám erejéig. Egy mosodában találkozott Ant Thomasszal, a Demented Are Go dobosával, aki felajánlotta a gitáros posztot neki, mivel az előző gitáros, Lex éppen ekkor lépett ki a zenekarból.
1989 őszén visszatért az Egyesült Államokba, mivel saját zenekart tervezett. Peltierrel kibéreltek egy lakást és neki láttak a The Quakes felélesztésének. A dobos VanCleve helyett Peltier régi barátja, Brian Doran lett. Az új formáció az első és második Big Rumble fesztiválon és pár kisebb európai fesztiválon mutatkozott be először.

## 1990-es évek
1990 júniusában második albumuk is megjelent, a Voice of America. 1991 tavaszán egy német fesztiválra mentek, ahol Doran helyett VanCleve került a dobokhoz. Pár hónappal később Japánba hívták őket a megnövekedett lemezeladásnak köszönhetően. Először ki adtak egy koncertalbumot a tokiói koncertről a Planet Records gondozásában, majd a Sony Records-szal kötöttek szerződést egy új albumról és egy nagyobb japán turnéról.
1992-ben felvették a következő albumot, a Next Generation-t, amely 1993 tavaszán jelent meg. Ez 13 állomásos japán turnét és jó lemezeladási statisztikákat eredményezett. Mivel az album közelebb állt zeneileg a populáris rockabillyhez, mint a psychobillyhez, az európai rajongók körében kevésbé lett népszerű. VanCleve a turné után megint kilépett a együttesből.
A negyedik album, a Quiff Rock 1995-ben jött ki és az együttes zenéje visszatért a psychobillyhez és a minimalista előadásmódhoz. Pár fesztiválon játszottak, mivel nem találtak állandó dobost. Roman Phoenixbe ment, Peltier pedig egy új zenekarhoz csatlakozott, az Irving Klawshoz.
1998-ban az együttes megújítására törekedtek, de csak pár fesztiválon játszottak. Új dobost is találtak, Richie-t a The Nitrosból.

## 2000 után
2000 nyarán Peltier kilépett és Mark Burke a Phantom Rockersből vette át a helyét. 2001 júliusában az ötödik albumuk, a Last of the Human Beings is megjelent. Ez volt az első albumuk, amelyet saját kiadójuk, az Orrexx Records adott ki. 2002-ben és 2003-ban fesztiválok sorozatán vettek részt az Egyesült Államokban, Németországban, Spanyolországban és Finnországban.
2004 februárjában Roman Helsinkibe ment és The Paul Roman 3 néven szólókarrierjét építgette. 25 állomásos európai turnét szervezett 2004 nyarán, majd októberben a The Quakes mint főzenekar lépett fel a Los Angeles-i Wreckers' Ball 2 fesztiválon. Novemberben megint a The Paul Roman 3-vel foglalkozott, amiben Aki Savolainen bőgős és Tommi Hanninen dobos is segítette. 2005 januárjában sikeres koncertet adtak Ukrajnában.
Áprilisban Belgiumban, Németországban és Franciaországban turnézott a The Quakes, majd szeptemberben Japánban és decemberben hatodik albumuk, a Psyops is megjelent.
2007 októberében először koncerteztek Magyarországon.

## Diszkográfia
- The Quakes (Nervous Records) – 1988
- Voice of America (Nervous Records) – 1990
- Live in Tokyo (Planet Records, Nervous Records) – 1991
- New Generation (Sony Japan, Nervous Records) – 1993
- Quiff Rock (Tombstone Records) – 1995
- Last of the Human Beings (Orrexx Records) – 2001
- Psyops (Orrexx Records) – 2005

## Fordítás
Ez a szócikk részben vagy egészben  a   The Quakes című angol Wikipédia-szócikk fordításán alapul.  Az eredeti cikk szerkesztőit annak laptörténete sorolja fel. Ez a jelzés csupán a megfogalmazás eredetét és a szerzői jogokat jelzi, nem szolgál a cikkben szereplő információk forrásmegjelöléseként.

## Külső hivatkozások
- Az együttes honlapja
- Az együttes MySpace oldala